# Ronald Golias
José Ronald Golias (São Carlos, 4 de maio de 1929 – São Paulo, 27 de setembro de 2005) foi um ator e comediante brasileiro, considerado um dos pioneiros da televisão no país.

## Biografia

### Juventude e começo de carreira
Seus pais eram Arlindo Golias, filho de imigrantes portugueses, e Conceição Bragato, filha de imigrantes italianos, ambos de famílias de poucas posses. Por ser fã do ator Ronald Colman, Arlindo incluiu Ronald no registro do filho.
Golias estreou nos palcos aos oito anos de idade, na Escola Dante Alighieri, em São Carlos.
Mudou-se para São Paulo em 1940. Trabalhando como alfaiate e funileiro, começou a praticar natação no Clube Regatas Tietê, onde posteriormente entraria para o grupo "Acqua Loucos", um dos precursores em espetáculos aquáticos no Brasil. Por sugestão de Golias, as apresentações passaram a ter uma parte com diálogos; suas performances com a trupe acabaram por levá-lo a participar do programa Calouros em Cena, da Rádio Cultura.
Na década de 1950, com o fim dos programas produzidos pela emissora, Golias passou a integrar a equipe de artistas da Rádio Nacional. Foi então que conheceu Manuel de Nóbrega, que em 1957 o convidou a participar do humorístico A Praça da Alegria, que estreara naquele mesmo ano pela TV Paulista.

### Cinema e consagração na TV
Golias despontou para a fama a partir de seu trabalho na Praça da Alegria, interpretando o inquieto Pacífico (do bordão "Ô Cride, fala pra mãe..."), onde tornou-se uma das estrelas da ainda incipiente televisão brasileira. "Cride" no caso era seu amigo em São Carlos, Euclides Gomes dos Santos, que declarou que Golias criou a frase imitando o modo como era chamado por sua mãe para voltar para casa.
Com o sucesso na TV, ele foi convencido por Herbert Richers a entrar para o cinema. A iniciativa a princípio foi complicada, com agenda ocupada na televisão o humorista enfrentou dificuldades em conciliar as gravações. Seu primeiro filme foi a comédia Um Marido Barra-Limpa, de Luís Sérgio Person e produzido em 1957, que, contudo, acabou finalizado por outro diretor e lançado apenas em 1967. Participou também de Os Três Cangaceiros (1959), de Victor Lima, quando contracenou com Ankito e Grande Otelo. Entre seus últimos trabalhos cinematográficos estão O Dono da Bola (1961) e Golias contra o Homem das Bolinhas (1969).
Golias dedicou-se a maior parte de sua carreira para a televisão. Trouxe consigo das telas o personagem Carlos Bronco Dinossauro, que acabaria tornando-se um dos destaques da Família Trapo, programa exibido pela TV Record entre 1967 e 1971. Contracenando com Jô Soares, Ricardo Corte-Real, Cidinha Campos, Renata Fronzi e Otelo Zeloni, Golias consagrou-se definitivamente como um dos mais célebres humoristas do Brasil.

Ronald Golias, sem data. Arquivo Nacional.

### Trabalhos posteriores
Após o término da Família Trapo em 1971, Golias protagonizou ainda na Record o seriado Bronco Total entre 1972 e 1973, contracenando com Carlos Alberto de Nóbrega.
Em 1979, Golias protagonizou na Globo o seriado Superbronco, adaptação da série Mork & Mindy (protagonizada por Robin Williams) da rede americana ABC. O programa foi cancelado, durando apenas 29 episódios, apesar de constar entre os dez programas de maior audiência da televisão brasileira naquele ano.[carece de fontes?]
Na década de 1980 foi para a Bandeirantes, onde estrelou o humorístico Bronco.
Em junho de 1990, passou a integrar o elenco fixo de A Praça É Nossa, no SBT, onde permaneceu 15 anos interpretando personagens como O Profeta, Bronco, Pacífico e Professor Bartolomeu. Nesse meio tempo, foi protagonista na mesma emissora dos humorísticos A Escolinha do Golias com Nair Bello,  SBT Palace Hotel (2002) e Meu Cunhado com Moacyr Franco.

### Doença e morte
Na época da estreia de Meu Cunhado, em abril de 2004, Golias fez uma cirurgia para a implantação de um marcapasso. No mês seguinte voltou a ser internado em razão de um coágulo no cérebro. Seu estado de saúde a partir de então passou a se agravar.
Em 8 de setembro de 2005, Golias foi internado no Hospital São Luiz, em São Paulo. Com quadro de infecção pulmonar, ele morreu dia 27 de setembro em decorrência de uma infecção generalizada. Foi sepultado no Cemitério do Morumbi.

## Homenagens
Entre abril de 2007 e fevereiro de 2008, o SBT passou a retransmitir A Escolinha do Golias, marcando entre 7 e 10 pontos de média, a Rede Bandeirantes também decidiu repassar o programa Bronco no mesmo ano.
Programas humorísticos de outras emissoras, como A Turma do Didi de seu amigo Renato Aragão, renderam-lhe homenagens televisivas. Apresentadores de programas de auditório, com destaque para Faustão e Ratinho, ocasionalmente dedicam espaços em seus programas para relembrar e homenagear Ronald Golias, onde fazem questão de demonstrar suas admirações e reverências pessoais a esse gigante da cultura brasileira.
Em 16 de setembro de 2007 a prefeitura de São Carlos inaugurou a praça Ronald Golias em homenagem ao humorista no bairro de cidade Aracy, e em 2016 inaugurou Memorial Casa Ronald Golias na rua Geminiano Costa, 401, na casa onde Golias residiu. A cidade paulista de Serra Negra o homenageia com uma estátua em bronze, em tamanho real, onde está sentado em um banco da praça em frente à prefeitura. A estátua de Golias em Serra Negra (SP) se tornou grande ponto de visitação na cidade, onde locais e turistas vão ao local e posam para fotos ao lado da imagem.
O produtor Rodrigo Rodrigues idealizou um documentário sem fins lucrativos em sua homenagem.[carece de fontes?] Em 2015 foi lançado a biografia Ronald Golias, o Gigante do Humor de Luís Carlos Barbano, que conta a história de Golias através de entrevistas e depoimentos de amigos, familiares e colegas de trabalho.

## Trabalhos

### Discografia
Discos de 78 rotações
- (1956) Lágrimas de Amor / Chico Mulato[29]
- (1957) Trudia / Ai que Humilhação[30]
- (1957) Festa de Aniversário / O Gozadinho Chegou[31]
- (1958) Copa do Mundo / Toureiro (Torero)[32]
- (1958) A Bandolinha / Aguenta Bastiana[33]
- (1959) Ó Crides / Mi Dimira Muito[34]
- (1968) Carnaval Copacabana 68 - Noite de Amor / Família Trapo[35]

Disco de vinil ("Long Play")
- (1960) Bilhetinhos de Jânio (Coletânea de J. Pereira) - Álbum de Manuel de Nóbrega & Ronald Golias com texto humorísticos, pelo selo Continental.[36]
- (1967) "Côrte Rayol Show" (1967) – Gravado ao vivo, álbum de Agnaldo Rayol e Renato Côrte Real. Ronald faz uma participação na faixa 9 "Diálogo Humorístico", gravadora Copacabana.[37]
- (1967) Olímpiaaaa - Disco humorístico de Ronald Golias, com 5 faixas. Gravado ao vivo no Teatro da TV Record, gravadora Copacabana.[38]
- (1968) Ronald Golias
- (1968) A Escolinha do Golias - Com participação de Carlos Alberto de Nóbrega, Elizabeth de Oliveira e Lúcia Maria Campello de Oliveira. Gravadora Copacabana.[39]
- (1970) Ronald Golias - Gravadora Copacabana.[40]
- (1972) Ronald Golias - Gravadora Copacabana.[41]
- (1974) Ronald Golias - Gravadora Copacabana.
- (1979) Humor a Quatro.
- (1980) As Anedotas do Pasquim.[42]

### Teatro
- (1972) Circuito Fechado - Escrito e protagonizado por Golias, estreou no Theatro Serrador.[43]

## Filmografia

### Cinema
| Ano  | Título                             | Personagem                        | Notas                          | Ref(s). |
| ---- | ---------------------------------- | --------------------------------- | ------------------------------ | ------- |
| 1958 | Vou Te Contá...                    |                                   | Participação em número musical | [ 44 ]  |
| 1959 | Os Três Cangaceiros                | Carlos Bronco                     |                                | [ 8 ]   |
| 1960 | Tudo Legal                         | Bronco                            |                                | [ 45 ]  |
| 1961 | O Dono da Bola                     | Carlos da Silva Bronco            |                                | [ 9 ]   |
| 1961 | O Homem que Roubou a Copa do Mundo |                                   |                                | [ 46 ]  |
| 1962 | Os Cosmonautas                     | Gagarino                          |                                | [ 46 ]  |
| 1967 | Um Marido Barra-Limpa              | Teófilo                           | [ nota 1 ]                     | [ 7 ]   |
| 1969 | Golias contra o Homem das Bolinhas | Pacífico                          |                                | [ 10 ]  |
| 1969 | Agnaldo, Perigo à Vista            | Motorista brasileiro na Argentina | Participação especial          | [ 47 ]  |

### Televisão
| Ano              | Título                | Personagem                     | Notas                                               | Emissora           | Ref(s).              |
| ---------------- | --------------------- | ------------------------------ | --------------------------------------------------- | ------------------ | -------------------- |
| 1956/58          | Teledrama             |                                | Episódio: "Estação 21, Rua 47"                      | TV Tupi            |                      |
| 1956- 1960       | Praça da Alegria      | Bronco                         | [ nota 2 ]                                          | TV Paulista TV Rio | [ 5 ]                |
| 1956- 1960       | Praça da Alegria      | Pacífico                       |                                                     | TV Paulista TV Rio | [ 48 ]               |
| 1957/61          | Miss Campeonato       | Torcedor do Corinthians        |                                                     | TV Rio             |                      |
| 1961/62          | O Riso É o Limite     | Vários Personagens             |                                                     | TV Paulista        |                      |
| 1965             | Quatro Homens Juntos  | Carne de Pescoço               |                                                     | Record             | [ 49 ] [ 50 ]        |
| 1965             | Quatro Homens Juntos  | Tony Frank                     |                                                     | Record             | [ 51 ]               |
| 1965             | Ceará Contra 007      | Professor Bartolomeu Guimarães |                                                     | Record             | [ 49 ] [ 52 ] [ 53 ] |
| 1965- 1966       | Mãos ao Ar            | Tom Matt                       |                                                     | Record             | [ 54 ]               |
| 1965- 1966       | Mãos ao Ar            | Professor Bartolomeu Guimarães |                                                     | Record             | [ 49 ]               |
| 1965- 1966       | Mãos ao Ar            | Carlo Bronco Dinossauro        |                                                     | Record             | [ 55 ]               |
| 1967/71          | Família Trapo         | Carlos Bronco Dinossauro       |                                                     | Record             | [ 12 ] [ 13 ] [ 56 ] |
| 1968             | Romeu e Julieta       | Romeu                          |                                                     | Record             | [ 57 ]               |
| 1972/73          | Bronco Total          | Carlos Bronco Dinossauro       |                                                     | Record             | [ 15 ]               |
| 1976             | Bacará 76             | Dino                           |                                                     | TVS Rio de Janeiro | [ 20 ]               |
| 1976             | Domingo Alegre        | Isolda                         |                                                     | TV Tupi            |                      |
| 1976/77          | Folia de Golias       | Vários                         | [ 15 ] [ 58 ]                                       | TV Globo           |                      |
| 1979             | Superbronco           | Carlo Bronco Dinossauro        | Adaptação da sitcom americana Mork & Mindy de 1978. | TV Globo           | [ 16 ] [ 17 ] [ 18 ] |
| 1987/88          | Praça Brasil          | Vários                         |                                                     | Bandeirantes       |                      |
| 1987/90          | Bronco                | Carlo Bronco Dinossauro        |                                                     | Bandeirantes       | [ 18 ] [ 59 ] [ 60 ] |
| 1990             | Romeu e Julieta       | Romeu                          |                                                     | SBT                | [ 61 ] [ 62 ]        |
| 1990- 2005       | A Praça É Nossa       | Bronco                         |                                                     | SBT                | [ 5 ]                |
| 1990- 2005       | A Praça É Nossa       | Pacífico                       |                                                     | SBT                | [ 18 ]               |
| 1990- 2005       | A Praça É Nossa       | Isolda                         |                                                     | SBT                | [ 20 ]               |
| 1990- 2005       | A Praça É Nossa       | Profeta                        |                                                     | SBT                |                      |
| 1990- 2005       | A Praça É Nossa       | Professor Bartolomeu Guimarães |                                                     | SBT                |                      |
| 1990/91; 1995/96 | A Escolinha do Golias | Pacífico Saltamérica           |                                                     | SBT                | [ 21 ]               |
| 2002             | SBT Palace Hotel      | Tin-Ton                        | Especial de fim de ano da emissora.                 | SBT                | [ 22 ]               |
| 2003             | Romeu e Julieta       | Romeu                          |                                                     | SBT                | [ 61 ] [ 62 ] [ 63 ] |
| 2004/06          | Meu Cunhado           | Carlo Bronco Dinossauro        |                                                     | SBT                | [ 64 ] [ 65 ]        |